# Krottenkopf
Il Krottenkopf (2.086 m s.l.m.) è la montagna più alta delle Alpi del Wallgau nelle Alpi Bavaresi. Si trova nella Baviera.